# Josiane Balasko
Josiane Balasko, nata Josiane Balasković (Parigi, 15 aprile 1950), è una regista, attrice, sceneggiatrice e scrittrice francese.

## Biografia
Nata in una famiglia di immigrati jugoslavi, ha frequentato una scuola di grafica per poi iniziare a dedicarsi al teatro, unendosi alla celebre compagnia dello Splendid, dove ha rivelato tutto il suo talento comico.

### Carriera
Negli anni settanta è approdata al cinema, interpretando per lo più ruoli da attrice comica e da "anti-sex symbol".
Dal 1985 all'attività di attrice ha unito quella di regista, con Sac de nœuds, con Isabelle Huppert. Nel 1996 ha vinto il Premio César per la migliore sceneggiatura per il film Peccato che sia femmina. Nel 2000 ha ottenuto il Premio César onorario. Nel 2001 ha interpretato la possente Lucienne, protagonista di Omicidio in Paradiso. 
Ha pubblicato il suo primo romanzo, Cliente, nel 2004.
Nel 2009 ha interpretato la portinaia Renée, protagonista del film Il riccio, trasposizione del romanzo di Muriel Barbery L'eleganza del riccio, diretto da Mona Achache. Nel febbraio 2019, ha ricevuto il Crystal Comedy Award al 4º Festival International du Film de Comédie de Liège per la carriera.

### Impegno politico
Alle elezioni presidenziali in Francia del 2012 ha sostenuto François Hollande ed è stata presente il 6 maggio 2012 in Place de la Bastille per celebrare la sua vittoria. Nel 2017, Balasko ha sostenuto i candidati del Partito Comunista Francese alle elezioni legislative.

## Vita privata
Ha due figli, Marilou e Rudy, frutto della relazione con lo scultore Philippe Berry, fratello di Richard Berry. Nel 2003 ha sposato George Aguilar, un attore nativo americano che ha conosciuto sul set del film Le Fils du français.

## Filmografia

### Attrice
- L'agression, regia di Frank Cassenti (1973)
- L'an 01, regia di Jacques Doillon (1973)
- Une fille unique, regia di Philippe Nahoun (1975)
- L'inquilino del terzo piano (Le locataire), regia di Roman Polański (1976)
- Solveig et le violon turc, regia di Jean-Jacques Grand-Jouan (1977)
- Les petits câlins, regia di Jean-Marie Poiré (1977)
- Herbie al rally di Montecarlo (Herbie Goes to Monte Carlo), regia di Vincent McEveety (1977)
- L'animale (L'animal), regia di Claude Zidi (1977)
- Monsieur Papa, regia di Philippe Monnier (1977)
- Andremo tutti in paradiso (Nous irons tous au paradis), regia di Yves Robert (1977)
- Gli aquiloni non muoiono in cielo (Dites-lui que je l'aime), regia di Claude Miller (1977)
- La Coccinelle à Monte-Carlo, regia di Vincent McEveety (1978)
- Si vous n'aimez pas ça, n'en dégoûtez pas les autres, regia di Raymond Lewin (1978)
- La tortue sur le dos, regia di Luc Béraud (1978)
- Pauline et l'ordinateur, regia di Francis Fehr (1978)
- Les bronzés, regia di Patrice Leconte (1978)
- Les 400 coups di Virginie - telefilm (1979)
- Les héros n'ont pas froid aux oreilles, regia di Charles Nemes (1979)
- Les bronzés font du ski, regia di Patrice Leconte	(1979)
- Clara et les Chics Types, regia di Jacques Monnet (1981)
- Les hommes préfèrent les grosses, regia di Jean-Marie Poiré (1981)
- Le Maître d'école, regia di Claude Berri (1981)
- Hôtel des Amériques, regia di André Téchiné (1982)
- Le père Noël est une ordure, regia di Jean-Marie Poiré (1982)
- Papy fait de la résistance, regia di Jean-Marie Poiré (1983)
- Signes extérieurs di richesse, regia di Jacques Monnet (1983)
- P'tit con, regia di Gérard Lauzier (1984)
- La Smala, regia di Jean-Loup Hubert (1984)
- La Vengeance du serpent à plumes, regia di Gérard Oury (1984)
- Sac de nœuds, regia di Josiane Balasko (1985)
- Tranches de vie, regia di François Leterrier (1985)
- Nuit d'ivresse, regia di Bernard Nauer (1986)
- Les Frères Pétard, regia di Hervé Palud	(1986)
- Les keufs, regia di Josiane Balasko	(1987)
- Sans peur et sans reproche, regia di Gérard Jugnot (1988)
- Una notte in... camera (Une nuit à l'Assemblée nationale), regia di Jean-Pierre Mocky (1989)
- Troppo bella per te! (Trop belle pour toi), regia di Bertrand Blier (1989)
- Les Secrets professionnels du Dr Apfelglück, regia di Alessandro Capone, Stéphane Clavier e Mathias Ledoux (1991)
- Ma vie est un enfer, regia di Josiane Balasko	(1991)
- L'ombra del dubbio (L'Ombre du doute), regia di Aline Issermann (1993)
- Non tutti hanno la fortuna di aver avuto i genitori comunisti (Tout le monde n'a pas eu la chance d'avoir des parents communistes), regia di Jean-Jacques Zilbermann	(1993)
- Il sosia (Grosse fatigue), regia di Michel Blanc	(1994)
- Peccato che sia femmina (Gazon maudit), regia di Josiane Balasko (1995)
- Didier, regia di Alain Chabat (1997)
- Arlette, regia di Claude Zidi (1997)
- Un grand cri d'amour, regia di Josiane Balasko	(1998)
- Le Fils du Français, regia di Gérard Lauzier (1999)
- Le Libertin, regia di Gabriel Aghion (2000)
- Actors (Les acteurs), regia di Bertrand Blier (2000)
- Omicidio in Paradiso (Un crime au paradis), regia di Jean Becker (2001)
- Absolument fabuleux, regia di Gabriel Aghion (2001)
- Le Raid, regia di Djamel Bensalah (2002)
- Cette femme-là, regia di Guillaume Nicloux (2003)
- Madame Édouard, regia di Nadine Monfils (2004)
- L'Ex-femme di ma vie, regia di Josiane Balasko (2005)
- J'ai vu tuer Ben Barka, regia di Serge Le Péron (2005)
- La vie est à nous! , regia di Gérard Krawczyk (2005)
- Les bronzés 3: amis pour la vie, regia di Patrice Leconte (2006)
- L'Auberge rouge, regia di Gérard Krawczyk (2007)
- La Clef, regia di Guillaume Nicloux	(2007)
- Musée haut, musée bas, regia di Jean-Michel Ribes (2008)
- Cliente, regia di Josiane Balasko	(2008)
- Il riccio (Le Hérisson), regia di Mona Achache (2009)
- Benvenuti... ma non troppo (Le Grand Partage), regia di Alexandra Leclère (2015)
- Torno da mia madre (Retour chez ma mère), regia di Éric Lavaine (2016)
- L'amore secondo Isabelle (Un beau soleil intérieur), regia di Claire Denis (2017)
- Grazie a Dio (Grâce à Dieu), regia di François Ozon (2019)
- Tralala, regia di Arnaud e Jean-Marie Larrieu (2021)
- Sotto le foglie (Quand vient l'automne), regia di François Ozon (2024)

### Regia
- Sac de nœuds (1985)
- Les keufs	(1987)
- Ma vie est un enfer (1991)
- Peccato che sia femmina (Gazon maudit) (1995)
- Un grand cri d'amour (1998)
- L'ex-femme de ma vie (2005)
- Cliente (2008)

## Teatro
- Ultima chiamata (2005)